# 1791
| 1791                        |
| --------------------------- |
| Dødsfald - Fødsler          |
| • Begivenheder • Litteratur |

| Gregoriansk kalender | 1791 MDCCXCI            |
| Ab urbe condita      | 2544                    |
| Armensk kalender     | 1240 ԹՎ ՌՄԽ             |
| Kinesiske kalender   | 4487 – 4488 庚戌 – 辛亥 |
| Etiopisk kalender    | 1783 – 1784             |
| Jødisk kalender      | 5551 – 5552             |
| Hindukalendere       |                         |
| - Vikram Samvat      | 1846 – 1847             |
| - Shaka Samvat       | 1713 – 1714             |
| - Kali Yuga          | 4892 – 4893             |
| Iransk kalender      | 1169 – 1170             |
| Islamisk kalender    | 1206 – 1207             |

Konge i Danmark: Christian 7. 1766-1808
Se også 1791 (tal)

## Begivenheder
- 4. marts – Vermont bliver optaget som USA's 14. stat
- 3. maj - Forfatningen af 3. maj 1791 proklameres i Sejm i Den polsk-litauiske realunion som den første moderne forfatning i Europa
- 5. juli - den første britiske ambassadør i USA udpeges
- 4. december - The Observer, Englands ældste søndagsavis, udkommer for første gang

## Født
- 24. januar – Peter Hiort Lorenzen, dansk/slesvigsk politiker, (død 1845)
- 7. marts - Johan Jørgensen Jomtou, dansk litterat (død 1866).
- 16. november – General Olaf Rye (død 1849).
- 14. december – Johan Ludvig Heiberg, dansk digter (død 1860).
- 17. december – Birgitte Elisabeth Andersen, dansk skuespillerinde (død 1875).

## Dødsfald
- 5. december – Wolfgang Amadeus Mozart, østrigsk komponist (født 1756).

## Musik
- 30. september - Mozarts opera Tryllefløjten uropføres i Wien, to måneder før Mozarts død

 Tekst mangler, hjælp os med at skrive teksten